# 4-градиент
4-градие́нт (четыре-градиент, четырёхградиент, 4-на́бла; обозначается D, {\displaystyle \nabla _{\mu }} или {\displaystyle \partial _{\mu }}) в специальной теории относительности — 4-векторный дифференциальный оператор в псевдоевклидовом пространстве Минковского, определяемый как
{\displaystyle \partial _{\mu }=\nabla _{\mu }=\left({\frac {\partial }{c\,\partial t}},\;{\vec {\nabla }}\right)=\left({\frac {\partial }{c\,\partial t}},\;{\frac {\partial }{\partial x}},\;{\frac {\partial }{\partial y}},\;{\frac {\partial }{\partial z}}\;\right),}
где {\displaystyle {\vec {\nabla }}=\left({\frac {\partial }{\partial x}},\;{\frac {\partial }{\partial y}},\;{\frac {\partial }{\partial z}}\;\right)} — 3-вектор градиента. Следует отметить, что выше записаны ковариантные компоненты 4-векторного оператора. Контравариантные компоненты {\displaystyle \partial ^{\mu }=\nabla ^{\mu }=g^{\mu \nu }\nabla _{\nu }=\left({\frac {\partial }{c\,\partial t}},\;-{\vec {\nabla }}\right),} отличающиеся знаком минус перед пространственными компонентами, используются редко, например для вычисления квадрата 4-градиента (здесь и ниже {\displaystyle g^{\mu \nu }=\mathrm {diag} (1,-1,-1,-1)} — метрический тензор; используется соглашение Эйнштейна о суммировании по повторяющимся координатным индексам).
Если вычислить скалярное произведение D на самого себя (учитывая, что пространство Минковского псевдоевклидово), то получится скалярный 4-мерный оператор Д’Аламбера:
{\displaystyle \square =D\cdot D=g^{\mu \nu }\nabla _{\mu }\nabla _{\nu }=\partial ^{\nu }\partial _{\nu }={\frac {\partial ^{2}}{c^{2}\partial t^{2}}}-\Delta ={\frac {\partial ^{2}}{c^{2}\partial t^{2}}}-{\frac {\partial ^{2}}{\partial x^{2}}}-{\frac {\partial ^{2}}{\partial y^{2}}}-{\frac {\partial ^{2}}{\partial z^{2}}}\;,}
где Δ — оператор Лапласа.
Ещё один способ обозначения 4-градиента — запятая перед координатным индексом. Так, если а — скаляр, то его 4-градиент
{\displaystyle \partial _{\mu }a=a_{\;,\mu }\;.}
Скалярное произведение вектора 4-градиента (слева) на 4-вектор определяет 4-дивергенцию:
{\displaystyle D\cdot A=\partial _{\mu }A^{\mu }=A_{\;,\mu }^{\mu }={\frac {\partial A_{t}}{c\;\partial t}}+{\frac {\partial A_{x}}{\partial x}}+{\frac {\partial A_{y}}{\partial y}}+{\frac {\partial A_{z}}{\partial z}}={\frac {\partial A_{t}}{c\;\partial t}}+\nabla \mathbf {A} ,}
где {\displaystyle A^{\mu }=\{A^{0},A^{1},A^{2},A^{3}\}=\{A_{t},\mathbf {A} \}} — контравариантные компоненты 4-вектора, а {\displaystyle \nabla \mathbf {A} } — дивергенция.
Символ {\displaystyle D_{\mu }} (и иногда {\displaystyle \nabla _{\mu }}) используется также как ковариантная производная в криволинейных координатах:
{\displaystyle D_{\mu }A^{\nu }=\partial _{\mu }A^{\nu }+\Gamma _{\alpha \mu }^{\nu }A^{\alpha },}
где {\displaystyle \Gamma _{\alpha \mu }^{\nu }} — символы Кристоффеля. В декартовых координатах евклидового (псевдоевклидового) пространства символы Кристоффеля равны нулю, и ковариантная производная совпадает с 4-градиентом. Ковариантная производная скаляра совпадает с 4-градиентом независимо от криволинейности координат:
{\displaystyle D_{\mu }a=\partial _{\mu }a.}